# 类长白库蠓
类长白库蠓（学名：Culicoides subchangbaiensis），一种发现于中华人民共和国吉林省延吉市的昆虫，隶属于蠓科库蠓属傲蠓亚属（Culicoides (Fastus)）。

## 形态特征
正模标本为雌虫，翅长1.23毫米。两复眼分离，触角第3、12～15节有嗅觉器。双翅浅色无斑，翅面大毛遍布，但基室无大毛。本种与长白库蠓（Culicoides changbaiensis）相似，主要区别在于长白库蠓口甲有棘刺约90个，PR3.45，2个受精囊等大，与本种明显不同。